# Stazione di Takaido
La stazione di Takaido (高井戸駅?, Takaido-eki) è una stazione ferroviaria di Tokyo, situata nel quartiere di Suginami, a 8,7 km di distanza dal capolinea di Shibuya.

## Linee
Keiō Corporation
● Linea Keiō Inokashira

## Struttura
La stazione è dotata di 2 binari su viadotto con un marciapiede a isola centrale.
| 1 | ■ Linea Inokashira | per Kugayama e Kichijōji                           |
| 2 | ■ Linea Inokashira | per Meidaimae, Eifukuchō, Shimo-Kitazawa e Shibuya |

## Stazioni adiacenti
| «                       | Servizio                | »                       |
| Linea Inokashira (IN12) | Linea Inokashira (IN12) | Linea Inokashira (IN12) |
| ----------------------- | ----------------------- | ----------------------- |
| Hamadayama              | Locale                  | Fujimigaoka             |
| L'Espresso non ferma    |                         |                         |